# White Album 2
White Album 2 (jap. ホワイトアルバム2 Howaito Arubamu 2) – japońska dwuczęściowa powieść wizualna dla dorosłych stworzona przez studio Leaf na platformę Microsoft Windows. Jej pierwsza część, White Album 2: Introductory Chapter, została wydana 26 marca 2010 roku. Zakończenie, zatytułowane White Album 2: Closing Chapter, miało premierę 22 grudnia 2011 roku. W roku 2012 firma Aquaplus wydała na konsolę PlayStation 3 połączoną wersję gry pozbawioną treści seksualnych, a rok później przeportowała ją na platformę PlayStation Vita. 
Akcja gry rozgrywa się 10 lat po wydarzeniach jej prequela White Album, jednak przedstawia historię innych bohaterów. Gracz wciela się w niej w rolę Harukiego Kitahary, trzecioklasisty w liceum Hōjō, będącego członkiem szkolnego klubu muzycznego. Dzięki jego staraniom do klubu dołączają Setsuna Ogiso, szkolna miss piękności oraz Kazusa Touma, utalentowana pianistka. Introductory Chapter opowiada wydarzenia związane z ich wspólnymi przygotowaniami do szkolnego festiwalu. Closing Chapter przedstawia losy bohaterów trzy lata później. 
Produkcja została pozytywnie przyjęta w Japonii. Obie części znalazły się na listach najlepiej sprzedających się gier komputerowych. Recenzenci magazynu „Famitsu” przyznali grze 37 na 40 możliwych punktów, szczególnie chwaląc jej emocjonalną fabułę oraz ścieżkę dźwiękową. Między październikiem a grudniem 2013 roku emitowano w Japonii serial anime, będący adaptacją pierwszej części gry. 

## Produkcja
Studio Leaf w 1998 roku stworzyło powieść wizualną White Album, do której scenariusz napisał Udaru Harada. Projekt jej kontynuacji został wymyślony przez scenarzystę Fumiakiego Maruto, który przedstawił go Naoyi Shimokawie, prezesowi firmy Aquaplus. Po zapoznaniu się ze szczegółami producent uznał, że Maruto ma szansę stworzyć produkcję mogącą przewyższyć swojego poprzednika i dlatego zgodził się na jej wyprodukowanie.
Maruto napisał scenariusz gry wspólnie z Kikakuyą. Takeshi Nakamura opracował projekty postaci i grafikę do jej pierwszej części. W kolejnej za warstwę graficzną odpowiadali także Ken’ichirō Katsura oraz Masahide Yanagisawa. Muzykę skomponowali Shin’ya Ishikawa, Kazuhide Nakagami, Naoya Shimokawa, Jun’ya Matsuoka i Michio Kinugasa. 

## Odbiór gry
White Album 2: Introductory Chapter w edycji limitowanej była najlepiej sprzedającą się w Japonii grą na komputery osobiste w marcu 2010 roku. Edycja podstawowa zajęła 23 pozycję. Edycja limitowana White Album 2: Closing Chapter znalazła się na 5. miejscu w grudniu 2011 roku, a pakiet łączący obie części gry zajął 10 pozycję. W kolejnym roku pakiet ten jeszcze dwukrotnie pojawiał się w rankingu 50 najlepiej sprzedających się w Japonii gier na komputery osobiste, zajmując 19. miejsce w styczniu i 35. w lutym. Ponownie znalazł się on w tym rankingu pod koniec 2013 roku, kiedy w japońskiej telewizji emitowana była adaptacja gry. Zajął on 39. pozycję  październiku, 31. w listopadzie i 43. w grudniu. Konwersja gry na konsolę PlayStation Vita sprzedała się w pierwszym tygodniu od premiery w 7675 egzemplarzach.
Gra w wersji na konsolę PlayStation 3 została oceniona przez magazyn „Famitsu”, którego recenzenci przyznali jej 10, 9, 9 i 9 punktów, co dało łączny wynik 37/40. Atsuhiro Fujiwara, który przyznał produkcji najwyższą ocenę, zwrócił uwagę na fascynującą fabułę, która niezależnie od obranej przez gracza ścieżki przedstawia niezwykle smutną i poruszającą historię. Pochwalił on także ścieżkę dźwiękową, która miała jego zdaniem ogromny wpływ na odbiór gry. Produkcja została podobnie oceniona również przez recenzentów magazynu „Dengeki PlayStation”, którzy wystawili jej 90, 95, 90 i 80 punktów. Pozytywne wrażenie wywarły na nich takie elementy jak emocjonalna fabuła, dialogi, warstwa muzyczna oraz satysfakcjonujące zakończenie. Dwóm recenzentom nie spodobała się jednak postać głównego bohatera.